# 马奶酒
馬奶酒，是一種用傳統方法將馬乳发酵製成的奶酒飲品。馬奶酒廣受居住於中亚干草原眾多民族的喜愛，在遊牧民族文化中佔有重要的地位，包括：哈薩克人、巴什基爾人、卡尔梅克人、柯尔克孜人、蒙古人與雅库特人皆擁有製作馬奶酒的漫長歷史。除此之外，馬奶酒在中國华北地区的汉人間，也是極為普遍的酒類飲料。
馬奶酒是一種與克非尔相似的乳製品，但相較於克非爾是採用固體酸奶酵母所製成，馬奶酒則使用液體的奶類做為發酵劑所提煉而成的飲品，由於馬奶酒的主要成分馬乳比起牛奶或羊乳含有更多的糖分，所以在發酵完成後，和克非爾相比馬奶酒的醇度含量更高，不過仍保有溫和的口感。
即使在馬奶酒盛行的地區，馬乳依舊是一種生產數量有限的商品。為了達到工業化的大規模生產需求，現今市面上所販售的馬奶酒，大多使用牛奶為主要製造原料，牛奶雖然擁有更豐富的脂肪和蛋白质的含量，但與马的乳汁相比牛奶的乳糖成分較低。不過在發酵程序前，有幾種辦法可以增加牛奶中的乳糖含量。其中一種方法是可以加入蔗糖以幫助發酵，另一種技術則是添加乳清來改良牛乳，使其更加接近馬奶的成分。

## 字源
馬奶酒的英文Kumis源自突厥语族的字彙kımız 。學者庫爾曼猜測馬奶酒的單字最早起源於突厥人之一的庫梅克人族群，東方學家克勞森則在他的研究中引用11世紀由突厥學者麻赫穆德·喀什噶里所寫成的《突厥语大词典》裡的記載，克勞森發現馬奶酒的字詞普遍出現於整個突厥語族的語言之中。
在蒙古语中，馬奶酒被稱為айраг 。教士鲁不鲁乞在前往亚洲的旅程中，品嘗並稱讚了這種飲料，魯不魯乞所寫成的遊記內同時詳細描述了蒙古人是如何製作與準備馬奶酒的過程。

## 生產馬乳

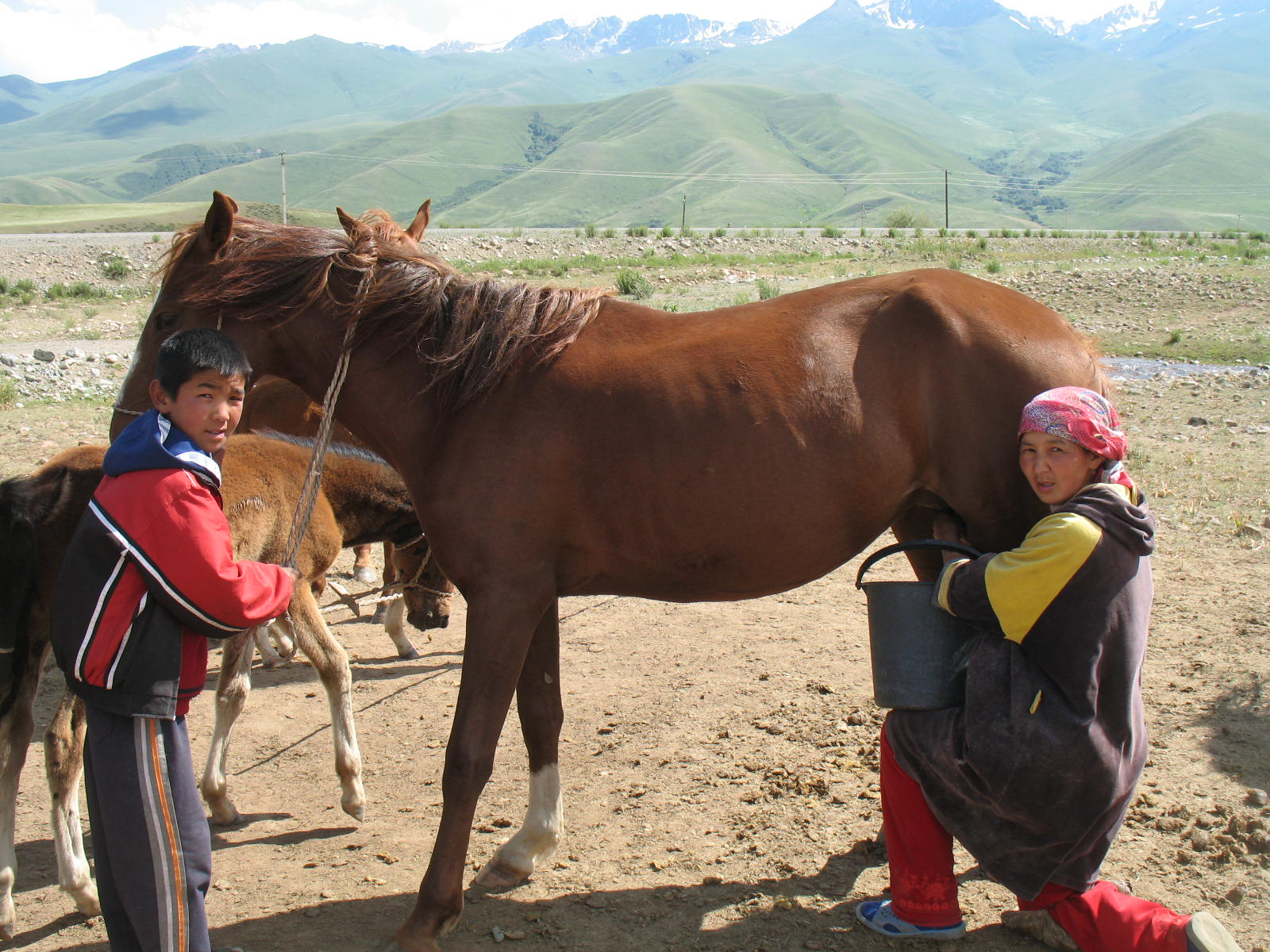
擠馬乳過程，照片攝於吉爾吉斯

據1982年歷史紀錄，在苏联統治時期，蘇聯當局特地保留23萬匹馬，專門負責生產馬乳來製造馬奶酒。
擠馬奶需要較繁雜的技巧：首先，擠奶員單膝跪下，先用繩子把桶子綁在手臂上固定好後，再將集乳桶放於直立的腿上，同時一隻手臂貼著馬匹的後腿，另一手則從馬腿的前方伸入並開始擠奶，整個過程中擠奶員皆緊貼著母馬的左側進行擠乳。
在蒙古国，傳統上馬匹的擠奶季節從6月中旬到10月初左右。在這個時期裡，一匹母馬大約可生產1,000到1,200公升的乳汁，其中的一半留給小馬駒吸奶，另一半才用於製造馬奶酒或其他用途。

## 特性
在發酵過程中，馬乳中的乳糖逐步轉化為乳酸、乙醇和二氧化碳，馬奶酒因此也成為乳糖不耐症患者可攝取奶類營養的重要來源。
在發酵前，馬乳的乳糖比一般牛奶多了將近40％。基本上未發酵的馬奶一般不會使人喝醉，反而被當成一種強效瀉藥來使用。早在公元前1世紀時，學者馬庫斯·特倫提烏斯·瓦羅的著作中便提到了這一點：「作為瀉藥，效果最好的是馬乳，效力次佳的是驢奶、牛奶，最後才是山羊奶。」每天只要喝6盎司（相當於190毫升）的馬奶就足以讓患有乳糖不耐症的人出現嚴重的腸道不適症狀。

## 釀製

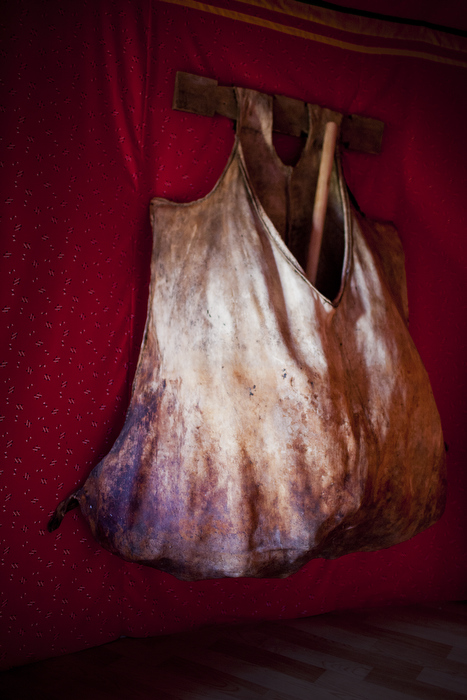
游牧民族傳統上會將馬乳放於大型皮革袋內，乳汁通常需要數天才能完成發酵。

馬奶酒是經由長達數小時或數天不斷地攪拌、撞擊或晃動來發酵未經高溫消毒的母馬馬奶所製造而成的。在發酵過程中，乳桿菌與细菌開始逐步將馬乳變酸，酵母在化學作用下將乳汁轉化為溫和的酒精飲料。
在遊牧民族的傳統中，馬奶酒的發酵過程通常是在馬背上進行的，裝有馬奶的皮革容器會被放置於蒙古包的頂端並偶爾進行翻動，或是將容器綁在馬鞍上隨同牧民整日的騎馬移動來搖晃馬乳。今日用於釀製馬奶酒的容器，則大多用木桶或是塑膠桶子來替代傳統所使用的皮革袋子。
在現代化的生產過程中，馬奶酒在初期的發酵過程中，溫度需要控制在約27°C以下進行約2到5小時的發酵，之後可放於溫度較冷的冷卻器內來降溫。完成發酵後的成品通常含有0.7至2.5％左右的酒精濃度。
馬奶酒本身的酒精含量非常低，可與淡啤酒的低濃度相媲美，淡啤酒在中世纪欧洲是極為常見的飲料，普通農民經常為了避免喝到可能受污染的髒水而飲用淡啤酒做為水的代替品。不過使用蒸馏的技術可以大幅提升馬奶酒的酒精濃度，許多中亞游牧民族使用這種方法將原本的馬奶酒提煉成一種名為araka或是arkhi的高濃度蒸馏酒 。

## 歷史
根據從哈萨克斯坦的博泰文明遺跡所挖掘出的考古證據顯示，博泰遺址所出土的碗中有奶類殘留物，表明當時的人們已經有馴化動物成為家畜的技術。雖然尚未發現有將奶類進行發酵的近一步證據，不過考量到馬奶酒擁有高度的營養價值，以及博泰文化處於乾草原的地理位置，當時博泰的住民確實很有可能已懂得如何釀造馬奶酒。
馬奶酒是一種極為古老的飲料。遠在公元前5世紀時的作家希羅多德便在他的著作《歷史》中描述了斯基泰人對馬乳的處理過程：
斯基泰人在將他們的奴隸弄瞎後，再命令這些奴隸們負責幫母馬擠奶，擠奶過程中，有些人專門負責擠奶的工作，而其他人則使用一種與外型與笛子相似用骨頭所製成的管子，持續不停地對著母馬的陰部吹氣。斯基泰人說他們這樣做的理由是因為當母馬的血管內充滿空氣時，牠的乳房會被氣體擠壓而下垂。馬乳擠好後接著被倒入深木桶裡，再由他們的奴隸站在桶子的周圍搖晃桶內的馬乳，經過晃動後浮到桶子上層的液體，被認為是馬乳中最珍貴的部分，其餘中下層的液體則被認為品質較差。
希羅多德的史書普遍被認為是古代第一個描述製作馬奶酒的過程，同時記錄下斯基泰人對母馬特殊的擠奶方式。除了希羅多德的文獻記載，13世紀時的旅行家鲁不鲁乞也詳細寫下馬奶酒的製造方法與它特殊的風味：
馬奶酒的製造方法為……人們先將大量的馬乳收集在一塊，這些新鮮的馬奶跟牛奶一樣香甜，接下來釀製者們把馬奶倒入一個大皮囊或是大瓶子裡，隨後他們開始用棍子奮力的攪拌馬乳……當他們猛烈地擊打馬奶時，馬奶開始像新釀造的葡萄酒般，開始冒泡、散發出酸味以及進行發酵，人們繼續不停的攪拌，直到將黃油從液體中分離並提煉出來才停止。接著他們會先嘗嘗看馬奶酒的味道，假如酒味帶有些許的嗆辣，那就代表馬奶酒已經釀製完成可以飲用了。馬奶酒喝起來跟葡萄酒一樣有辛辣的口感，暢飲完馬奶酒後，酒精會在舌頭上留下與杏仁奶相似的味道。馬奶酒會使人內心感到歡愉，同時也讓腦袋變的遲鈍，並且極容易引發尿意。
魯不魯乞還額外提到，蒙古人特別珍視一種特殊的黑馬奶，這種馬奶酒專門使用黑色母馬的乳汁所製成的。

## 藥用

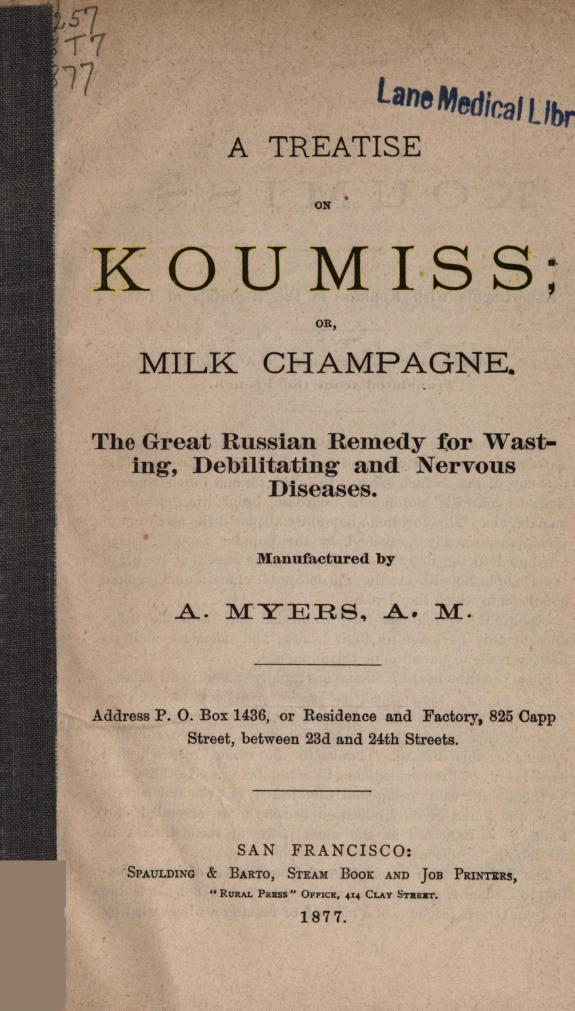
在西方世界裡，馬奶酒一直被吹捧它有益於人體健康，正如在這本1877年所出版的書中便將馬奶酒雅稱為「奶香槟酒」。

在19世紀末期，馬奶酒被認為是能治癒眾多疾病的萬靈丹，「馬奶酒療法」盛行於俄罗斯東南部的渡假勝地與療養院，身患重病的患者在他們接受治療的期間內，除了每日照射適量的陽光以及享受各種娛樂之外，同時也飲用大量的馬奶酒進行治療。馬奶酒被認為有助於改善許多慢性病，諸如结核病、支气管炎與贫血等病症。在馬奶酒療法下治癒的病人大多認為是因為馬奶酒的療效，而非歸功於良好的飲食環境與溫暖氣候的功勞。歷史上有許多著名的人物，如作家列夫·托爾斯泰和安东·帕夫洛维奇·契诃夫都曾接受過馬奶酒療法。長期患有肺結核病的契訶夫便於1901年進入施行馬奶酒療法的度假村內養病，長達兩週的時間，契訶夫每天飲用4瓶馬奶酒，雖然契訶夫的體重因此整整胖了12磅，但他的肺結核病依舊沒有被治愈。

## 風味與保存
馬奶酒是相當特殊的酒類飲品，因為它既不是用果实也非使用穀物所製成酒種。從釀造技術的觀點上來說，馬奶酒的特性較近似於葡萄酒，而與啤酒的差異較大，馬奶酒的發酵過程直接源於馬乳內乳糖成分的轉化，和葡萄酒使用果類所進行的發酵相似，而不是如啤酒般，是因為其穀物中的澱粉先經由糖化作用轉變為糖分才進行發酵。但就傳統消費方式與經驗上而論，馬奶酒與啤酒更具可比性，馬奶酒的酒精含量通常也比啤酒的酒精濃度較低。
與大多數的乳製品飲料相比，馬奶酒的口感極為輕盈滑潤，它同時具有獨特的微酸味，並含有溫和的酒精含量。不同地區所生產的馬奶酒之間其風味、品質差異甚大。
馬奶酒的保存方式通常以冷凍或是冷藏的方法來長期保鮮。傳統上，馬奶酒的飲用方式，是先盛放於較大的容器裡，再用勺子分別舀入小型的碗或碟子內暢飲。在吉爾吉斯的遊牧文化中，當牧民於夏季驅趕牲畜到高地牧場移牧時，馬奶酒是接待賓客時不可或缺的重要飲品。

## 文化影響
吉爾吉斯的首都比什凯克之名，在吉爾吉斯語中的意思是「攪拌馬乳的棒子」，彰顯出馬奶飲品在吉爾吉斯文化中的重要性。
俄羅斯的名作家列夫·托爾斯泰在他的自傳《懺悔錄》中談到自己為了忘卻煩惱與困擾而痛飲馬奶酒來逃避現實生活。俄羅斯作曲家亞歷山大·尼古拉耶維奇·斯克里亞賓則因其為患有經神緊繃的症狀以及右手受傷的緣故，而被醫生推薦飲用馬奶酒與進行水療。
在日本大受歡迎的乳酸菌饮料可爾必思，其源起便是因為創辦人三島海雲在一次造訪內蒙古途中，偶然品嚐了馬奶酒後，深受其特殊風味的魅力所吸引，因而開啟他日後研發乳酸菌飲料的契機。